# مایکل دانلوپ (بازیکن فوتبال، زاده ۱۹۵۷)
مایکل دانلوپ (انگلیسی: Michael Dunlop؛ زادهٔ ۱۲ ژانویه ۱۹۵۷) بازیکن فوتبال است.
از باشگاه‌هایی که در آن بازی کرده‌است می‌توان به باشگاه فوتبال دومبارتون اشاره کرد.